# Bon-Encontre
Bon-Encontre [bɔn‿ɑ̃kɔ̃tʁ] ist eine französische Gemeinde mit 6.386 Einwohnern (Stand: 1. Januar 2022) im Département Lot-et-Garonne in der Region Nouvelle-Aquitaine. Bon-Encontre liegt im Arrondissement Agen und ist Teil des Kantons Agen-2. Die Einwohner heißen Bon-Encontrais. 

## Geografie
Bon-Encontre liegt am Canal de Garonne und wird vom Flüsschen Mondot durchquert. Umgeben wird die Gemeinde von Pont-du-Casse im Norden, Sauvagnas im Nordosten, Saint-Caprais-de-Lerm im Osten, Castelculier im Südosten und Süden sowie Agen im Westen.

## Bevölkerungsentwicklung
| Jahr      | 1962 | 1968 | 1975 | 1982 | 1990 | 1999 | 2006 | 2011 | 2018 |
| --------- | ---- | ---- | ---- | ---- | ---- | ---- | ---- | ---- | ---- |
| Einwohner | 2600 | 3177 | 3853 | 4462 | 5362 | 5759 | 5910 | 6151 | 6182 |

## Geschichte
Bon-Encontre ist auf einem gallorömischen, d. h. keltischen Oppidum errichtet worden. 

## Gemeindepartnerschaften
- Carabane, Senegal, seit Mai 1998

## Kultur und Sehenswürdigkeiten
- Grammontenserpriorat aus dem 12. Jahrhundert
- Kirche Sainte-Radegonde aus dem 11. Jahrhundert und die königliche Kapelle an der Basilika Notre-Dame de Bon-Encontre
- Château de Castelnoubel aus dem 12. Jahrhundert (seit 1966 Monument historique)
- Château de Plèneselve aus dem 12. Jahrhundert
- Kirche Saint-Étienne in Cassou (1271 errichtet)
- Die Blaue Brücke

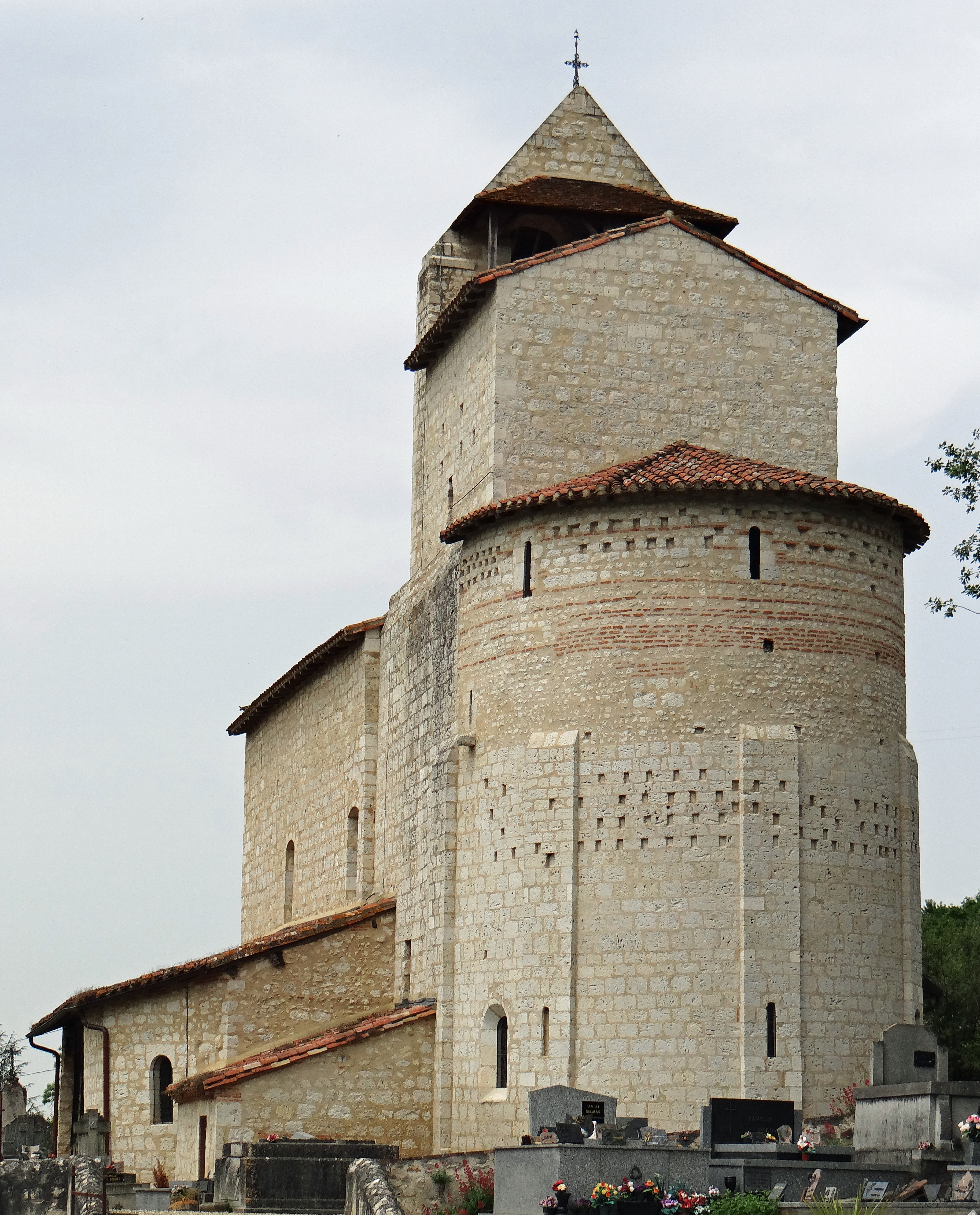
Kirche Sainte-Radegonde
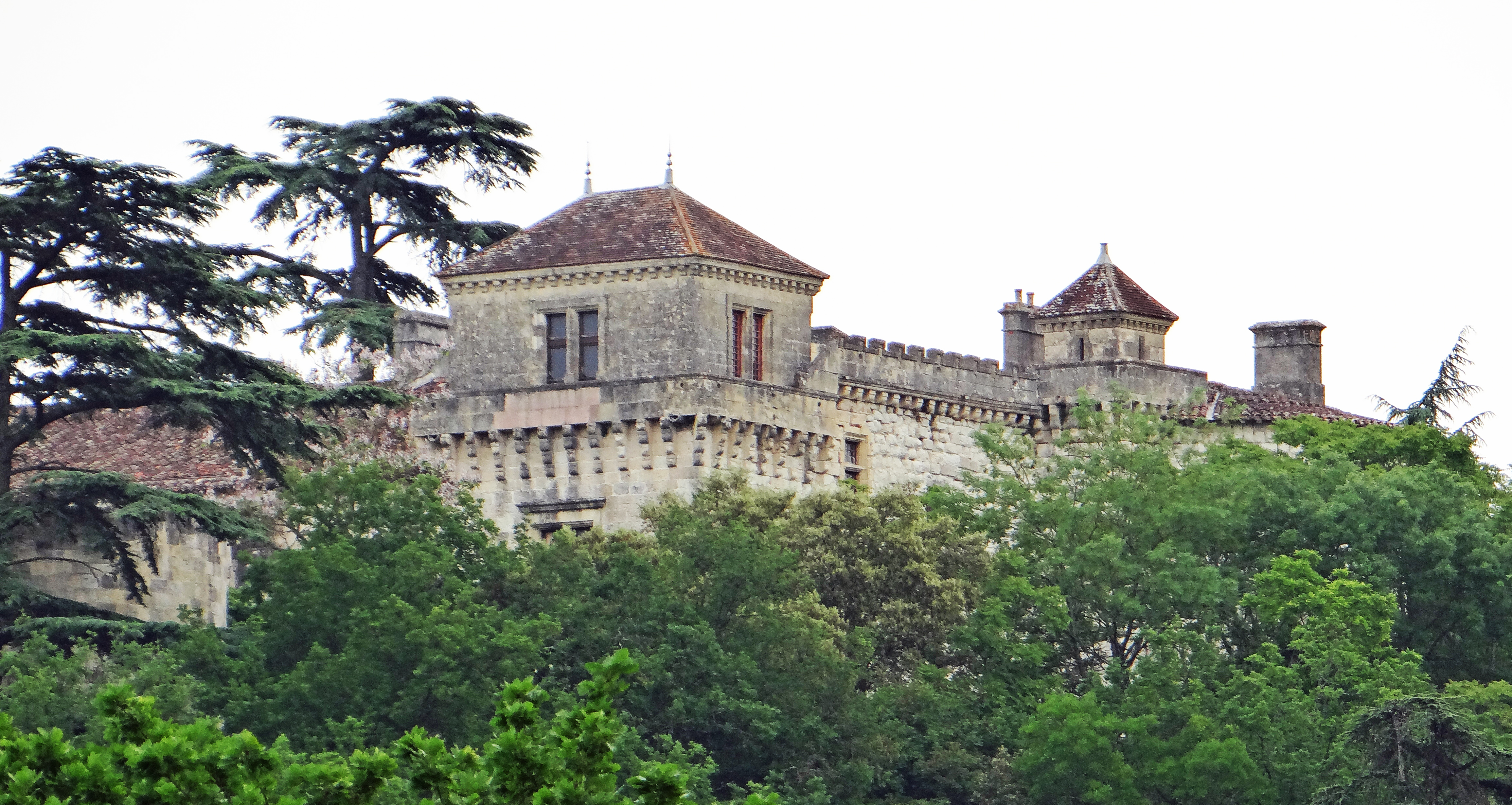
Château de Castelnoubel
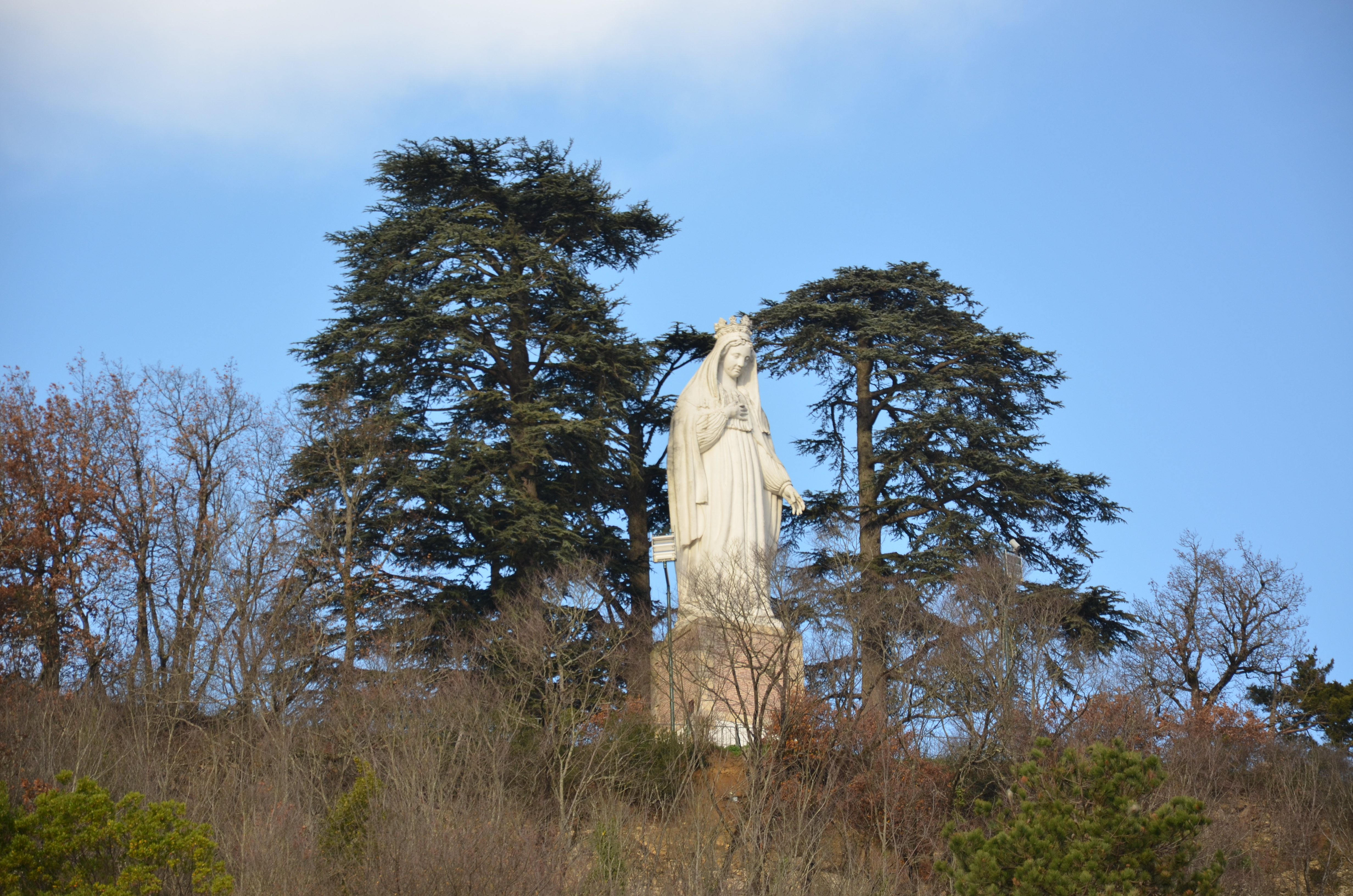
Marienstatue